# The Floridians 1971-1972
La stagione 1971-72 dei Floridians fu la 5ª e ultima nella ABA per la franchigia.
I Floridians arrivarono quarti nella Eastern Division con un record di 36-48. Nei play-off persero la semifinale di division con i Virginia Squires (4-0).

## Roster
| N° | Naz.                   | Ruolo | Sportivo        | Anno | Alt. | Peso |
| -- | ---------------------- | ----- | --------------- | ---- | ---- | ---- |
|    | Stati Uniti (bandiera) | A     | Willie Allen    | 1949 | 198  | 104  |
|    | Stati Uniti (bandiera) | A     | Rick Fisher     | 1948 | 196  | 98   |
| 11 | Stati Uniti (bandiera) | A     | Ron Franz       | 1945 | 201  | 93   |
| 12 | Stati Uniti (bandiera) | A     | Al Tucker       | 1943 | 203  | 86   |
| 15 | Stati Uniti (bandiera) | GA    | Warren Jabali   | 1946 | 188  | 91   |
| 20 | Stati Uniti (bandiera) | G     | Lonnie Wright   | 1944 | 188  | 93   |
| 21 | Stati Uniti (bandiera) | G     | Mack Calvin     | 1947 | 183  | 75   |
| 30 | Stati Uniti (bandiera) | AC    | Willie Long     | 1950 | 203  | 102  |
| 31 | Stati Uniti (bandiera) | A     | Sam Robinson    | 1948 | 201  | 86   |
| 32 | Stati Uniti (bandiera) | GA    | Larry Jones     | 1942 | 188  | 82   |
| 41 | Stati Uniti (bandiera) | C     | Ira Harge       | 1941 | 206  | 102  |
| 43 | Stati Uniti (bandiera) | AC    | Manny Leaks     | 1945 | 203  | 102  |
| 43 | Stati Uniti (bandiera) | A     | Walt Piatkowski | 1945 | 203  | 100  |
| 44 | Stati Uniti (bandiera) | A     | George Tinsley  | 1946 | 196  | 93   |
| 51 | Stati Uniti (bandiera) | C     | Carl Fuller     | 1946 | 206  | 102  |
| 51 | Stati Uniti (bandiera) | C     | Craig Raymond   | 1945 | 211  | 107  |

## Staff tecnico
- Allenatore: Bob Bass